# Dværg-birk
Dværgbirk (Betula nana), ofte skrevet dværg-birk, er en løvfældende busk med en tætgrenet, nedliggende vækstform. Dværg-Birk kendes ikke fra Danmark.

## Beskrivelse
Barken er først lysegrøn og dunet. Senere bliver den brun, og til sidst er den sortgrå og let afskallende. Knopperne er spredte, ægformede og dunhårede. Bladene er små, næsten cirkelrunde med grove, afrundede takker langs randen. Oversiden er skinnende grøn, mens undersiden er lysegrøn med fremtrædende, netagtige nerver.
Høstfarven afhænger af voksestedet: jo mere magert, jo mere rød. Selv modne hunrakler er oprette og tydeligt stilkede. De vingede nødder er bredt ægformede med en kort og smal vinge.
Rodnettet er højtliggende og vidt udbredt.
Højde x bredde og årlig tilvækst: 1 x 1 m (10 x 10 cm/år).

## Udbredelse
Dværgbirk hører til på fjeldheder og i moser fortrinsvis i polaregne. Den var en af de første, træagtige plantearter, der rykkede ind i Skandinavien efter istiden. Dværgbirk er i dag udbredt cirkumpolart.

## Habitat
Den findes altid i lyse dværgbusk-samfund på mosebund, af og til dog også som bund under skovfyr.
Naboplanter er f.eks. blåbær, ene, arktisk alperose, hedelyng, hedemelbærris og mosepost.